# 規劃環境地政局
規劃環境地政局（英語：Planning, Environment and Lands Bureau，縮寫：PELB）曾經是香港特別行政區政府的決策局，專責香港的城市規劃及土地利用、環境保護事務，現已解散。

## 歷史
規劃環境地政局前身為布政司署規劃環境地政科，於1989年9月1日成立，接管原屬衛生福利科之環境保護事務，以及地政工務科之地政工作（後者再改名為工務科），隸屬布政司署，首長是規劃環境地政司。
1997年7月1日香港主權移交，改名規劃環境地政局，首長改稱規劃環境地政局局長。
2000年1月1日開始，其環境事務職能改由新成立的環境食物局負責，並改稱規劃地政局（Planning and Lands Bureau）。剩餘職能於2002年7月1日由房屋局及規劃地政局合併而成的房屋及規劃地政局負責。2007年7月1日，房屋及規劃地政局分拆為運輸及房屋局以及發展局。

## 歷任首長
環境司
- 盧秉信（Robinson，1973年6月－1976年6月）
- 鍾信（1976年9月－1981年8月）

地政工務司
- 麥德霖（1981年9月－1983年7月）
- 陳乃強（1983年7月－1986年8月）
- 班禮士（[1]，1986年8月─1989年8月）

規劃環境地政司
- 班禮士（1989年9月－1992年3月）
- 郭偉階
- 伊信（[2]，1992年4月─1995年5月）
- 梁寶榮（1995年5月－1997年6月30日）

規劃環境地政局局長
- 梁寶榮（1997年7月1日－1998年11月14日）
- 蕭炯柱（1999年1月21日－1999年12月31日）